# De Brie
De Brie, était un comédien français, né Edme Villequin à Ferrières-en-Brie le 24 octobre 1607 et décédé le 9 mars 1676 à Paris, dans sa maison de la rue Guénégaud. Il fit partie de la Troupe de Molière depuis au moins 1650, et il y resta jusqu'à sa mort.

## Biographie
Edme Villequin est le fils de Jean Villequin, peintre du roi, et de Philiberte Vernet. Son lieu de naissance, Ferrières-en-Brie, explique le choix de son nom de théâtre. Il était, par ailleurs, le frère d’Étienne Villequin, peintre qui fut reçu à l’Académie royale de peinture et de sculpture le 7 avril 1663.
On ignore la date exacte de son arrivée dans la troupe de Molière, mais on peut l’estimer aux environs de 1650 pour deux raisons :
- il s’est marié vers cette date-là avec Catherine Leclerc du Rosé, qui appartenait déjà à la troupe en janvier 1650
- il a participé à la création de la farce La Jalousie du barbouillé, datée de 1650, car le personnage de Villebrequin a été créé par plaisanterie par Molière à partir de son nom de famille Villequin. On retrouve ce Villebrequin dans Sganarelle, rôle tenu encore par de Brie.

Comme il a été dit plus haut, il se maria avec Catherine Leclerc du Rosé, qui prit alors comme nom de théâtre celui de son mari, précédé de Mlle, usage très courant à cette époque, comme le firent Mademoiselle Molière, Mademoiselle La Grange, Mademoiselle Du Parc, Mademoiselle du Croisy etc. Au moment du mariage, elle était une jeune et ravissante comédienne de 20 ans, talentueuse de surcroît, tandis que lui avait alors 43 ans et se révéla par la suite être un comédien très médiocre.
On ignore quel était son métier précédent, on sait juste qu’il était grand, puisque Nicole dans Le Bourgeois gentilhomme le traite de « grand escogriffe de maître d’armes ». Molière lui confia souvent des rôles de bretteur, de spadassin, de maître d’armes, de sergent, peut-être parce qu’il était précédemment familier avec ces choses, comme ancien soldat par exemple. Le portrait qu’en fit Hillemacher nous montre un mâle profil portant fièrement le bicorne et la moustache.
En tant que comédien il resta confiné dans des rôles accessoires. On peut remarquer, par exemple, que Villebrequin dans La Jalousie du barbouillé est un personnage surnuméraire : on pourrait attribuer les quelques rares répliques qu’il dit à Gorgibus, et même à en supprimer quelques-unes sans que l’intrigue en souffre le moins du monde. Dans Les Précieuses ridicules, il ne prononce que quelques mots et apporte des chaises. Dans Sganarelle, il n’apparaît que dans la toute dernière scène pour préparer le dénouement.
À côté de sa brillante comédienne de femme, il fut « le mari de la reine », comme le décrit Henry Lyonnet. Mais il suivit la troupe sans faillir. Après la mort de Molière, il resta parmi les fidèles qui continuèrent à jouer à l’Hôtel Guénégaud.
Il mourut le 9 mars 1676, à l’âge de 69 ans, et fut inhumé le lendemain.

## Famille
- Edme Villequin, dit de Brie, marié en 1650 avec Catherine Le Clerc du Rozet, dite Mademoiselle de Brie, fille de Claude Leclerc du Rozet (†1641) et de Nicole Ravanne (elle s'est remariée le 25 mars 1643 avec Jean Brouart, un des 24 violons du roi)
  - Jean-Baptiste Villequin, né à Grenoble en 1652, marie le 3 avril 1691 avec Madeleine Jacob qui est la fille d'Antoine Jacob (1639-1685) et de Marie Marguerite de Soulias (1643- ). Antoine Jacob est le fils de Zacharie Jacob, dit Montfleury. Marie Marguerite de Soulas est la fille de Josias de Soulas, sieur de Primefosse et de Floridor, dit Floridor, et de Marguerite Baloré, dite Mademoiselle Floridor ;
  - Catherine-Nicole Villequin, né à Paris le 9 novembre 1659, mariée avec Jean-Baptiste Vins, écuyer, sieur des Plantes, capitaine au régiment de Picardie
    - Jeanne Catherine Vinx, née le 5 mai 1688

## Quelques-uns de ses rôles
- Villebrequin dans La Jalousie du barbouillé en 1650
- La Rapière, bretteur dans Le Dépit amoureux le 16 décembre 1656
- Almanzor, laquais, dans Les Précieuses ridicules le 18 novembre 1659
- Villebrequin, père de Valère, dans Sganarelle le 28 mai 1660
- Le commissaire dans L'École des maris le 24 juin 1661
- M. Loyal, sergent, dans Tartuffe ou l'Imposteur le 12 mai 1664
- La Ramée, spadassin dans Dom Juan le 15 février 1665
- Un garde de la maréchaussée dans Le Misanthrope le 4 juin 1666
- Un maître d’armes  dans Le Bourgeois gentilhomme le 14 octobre 1670
- Le dieu du fleuve dans Psyché le 17 janvier 1671
- Sylvestre dans Les Fourberies de Scapin le 24 mai 1671
- Diafoirus dans Le Malade imaginaire le 10 février 1673.